# Karl Ampt
Karl Ampt, né le 11 avril 1949, à Marbourg, en République fédérale d'Allemagne, est un ancien joueur allemand de basket-ball.

## Palmarès
- Champion d'Allemagne 1968